# Cicatrodea bahia
Cicatrodea bahia là một loài bọ cánh cứng trong họ Cerambycidae.